# Sinard
Sinard ist eine französische Gemeinde mit 719 Einwohnern (Stand: 1. Januar 2022) im Département Isère in der Region Auvergne-Rhône-Alpes (vor 2016 Rhône-Alpes). Sie gehört zum Arrondissement Grenoble und zum Kanton Matheysine-Trièves. Die Einwohner werden Sinardoux genannt.

## Geographie
Die Gemeinde Sinard liegt etwa 28 Kilometer südsüdwestlich von Grenoble auf einer Hochebene im Vercors-Gebirge. Der Fluss Drac begrenzt die Gemeinde im Südosten, der hier zum See Lac de Monteynard-Avignonet aufgestaut ist. Umgeben wird Sinard von den Nachbargemeinden Saint-Martin-de-la-Cluze im Norden, Avignonet im Norden und Osten, Marcieu im Südosten, Treffort im Süden, Monestier-de-Clermont im Südwesten, Saint-Paul-lès-Monestier im Südwesten und Westen sowie Miribel-Lanchâtre im Nordwesten. Durch die Gemeinde führt die Autoroute A51. 

## Bevölkerungsentwicklung
| Jahr                       | 1962 | 1968 | 1975 | 1982 | 1990 | 1999 | 2006 | 2012 | 2021 |
| -------------------------- | ---- | ---- | ---- | ---- | ---- | ---- | ---- | ---- | ---- |
| Einwohner                  | 403  | 294  | 256  | 281  | 494  | 579  | 633  | 647  | 714  |
| Quellen: Cassini und INSEE |      |      |      |      |      |      |      |      |      |

## Sehenswürdigkeiten

Himmelfahrts-Kirche

- Himmelfahrts-Kirche